# Clark's Fork-bekken
Het Clark's Fork-bekken is een bekken in de Amerikaanse staat Wyoming. Het is de naamgevende locatie van het Clarkforkian, een van de North American land mammal ages.

## Geologie
Het Clark's Fork-bekken is de belangrijkste vindplaats van fossielen uit het Laat-Paleoceen. Multituberculaten en condylarthen, met name de phenacodonten zoals Phenacodus en Ectocion, zijn de twee dominante zoogdiergroepen. Fossielen van de eerste Noord-Amerikaanse knaagdieren zoals Paramys, tillodonten als Esthonyx en coryphodonten zijn gevonden in het Clark's Fork-bekken.